# WhatsApp
WhatsApp é um aplicativo multiplataforma de mensagens instantâneas e chamadas de voz para smartphones. Além de mensagens de texto, os usuários podem enviar imagens, vídeos e documentos em PDF, além de fazer ligações grátis por meio de uma conexão com a internet. O software está disponível para Android, BlackBerry OS, iOS, Symbian, Windows Phone e Nokia. A empresa com o mesmo nome foi fundada em 2009 por Brian Acton e Jan Koum, ambos veteranos do Yahoo, e está sediada na cidade estadunidense de Santa Clara, na Califórnia.
Competindo com uma série de serviços com base na Ásia, o WhatsApp cresceu de dois bilhões de mensagens por dia em abril de 2012 para dez bilhões em agosto do mesmo ano. De acordo com o Financial Times, o WhatsApp "tem feito para SMS em celulares o que o Skype fez para chamadas internacionais em telefones fixos". Em setembro de 2015, o aplicativo alcançou a marca dos 900 milhões de usuários ativos.
Segundo dados da consultoria GlobalWebIndex, 73% dos usuários que utilizam o WhatsApp no mundo são donos de celulares com o sistema operacional Android, da Google. A plataforma iOS, da Apple, está em segundo lugar, com 27% do mercado. Os servidores do aplicativo utilizam o sistema operacional FreeBSD com a linguagem de programação Erlang.
Em janeiro de 2015, também passou a ser utilizado pelo computador, através do navegador Google Chrome, e em fevereiro, o serviço também foi disponibilizado para usuários dos navegadores Mozilla Firefox e Opera. Em 18 de janeiro de 2016, os criadores do aplicativo WhatsApp divulgaram a notícia de que o aplicativo se tornaria isento de qualquer cobrança anual. No mesmo comunicado, foi anunciado que o serviço de mensagem chegou a 990 milhões de usuários. Em 2 de fevereiro de 2016, Mark Zuckerberg anunciou que o WhatsApp alcançou a marca de um bilhão de usuários, e "poucos serviços conectam mais de um bilhão de pessoas", comenta Zuckerberg.
No Brasil, a troca de mensagens instantâneas é um dos principais usos dos aparelhos móveis, como celulares ou smartphones: 83,3% dos lares monitorados pela Kantar disseram usar aplicativos de mensagens instantâneas em 2016, aumento de 9,8 pontos percentuais em relação ao ano anterior.
O WhatsApp anunciou na segunda semana de janeiro de 2021, que tornará obrigatório o compartilhamento de dados do usuário para com o Facebook, que é dono do famoso aplicativo de troca de mensagens. Aqueles que discordarem de tal imposição são convidados a apagarem a conta e desinstalarem o aplicativo. Cabe destacar que o Facebook deixou claro que a ação não irá ocorrer na região europeia como explicitou um porta-voz "Para evitar qualquer dúvida, segue valendo que o WhatsApp não compartilha os dados de seus usuários na região europeia com o Facebook".

## História

### 2009 - 2013
O WhatsApp foi fundado em 2009 por Brian Acton e Jan Koum, antigos empregados da Yahoo!. Após realizar o potencial da nova loja de aplicativos do iPhone, e com a ideia de colocar um status próximo ao nome das pessoas no aplicativo de mensagens, a dupla contratou o programador russo Igor Solomennikov no site RentACoder.com. O aplicativo foi lançado em Novembro de 2009, após o capital semente obtido por Acton com seus amigos que conhecera na Yahoo!.
Em 2011, o WhatsApp era um dos 20 aplicativos no topo da loja de aplicativos da Apple, e recebeu um investimento de US$8 milhões.
Em 2013, a Sequoia Capital investiu outros US$50 milhões, trazendo o valor da WhatsApp Inc. para US$1,5 bilhão.

### Venda para o Facebook
No dia 19 de fevereiro de 2014, o Facebook (atual Meta, Inc.) adquiriu a empresa pelo montante de 16 bilhões de dólares, sendo quatro bilhões em dinheiro e 12 bilhões em ações do Facebook, além de três bilhões de ações no prazo de quatro anos caso permaneçam na companhia. Seus fundadores serão incorporados no conselho administrativo do Facebook.

### Saída do Windows Phone
Em 17 de maio de 2014, o WhatsApp foi retirado da loja de aplicativos do Windows Phone. Duas semanas após a retirada, a Microsoft se pronunciou dizendo que foi uma opção dos desenvolvedores do aplicativo para corrigir problemas referente as notificações de mensagens. Estima-se que cerca de 1 milhão de novos usuários do Windows Phone ficaram sem acesso ao WhatsApp. A Microsoft afirmou que suas equipes estavam trabalhando em conjunto, porém o WhatsApp não se pronunciou sobre o ocorrido. Durante o período de indisponibilidade do aplicativo, o sistema teve quedas nos números de vendas.
Em 30 de maio, quase duas semanas depois de fora da loja, o WhatsApp retornou com mais funções, como a possibilidade de se usar imagens ao fundo de conversas, algo que até então não era possível na versão do sistema da Microsoft.

### Suspensão no Brasil
Em fevereiro de 2015, o juiz Luiz Moura Correia, da Justiça do Piauí, determinou a suspensão temporária do WhatsApp em todo o Brasil. Essa decisão foi tomada depois que o aplicativo se recusou a dar informações sobre um inquérito policial que investigava um crime de pedofilia ocorrido em Teresina, capital piauiense. Contudo, a decisão logo foi derrubada pelos desembargadores Raimundo Nonato da Costa Alencar e José Ribamar Oliveira.
Em 16 de dezembro de 2015, uma nova ordem judicial determinou o bloqueio do aplicativo por um período de 48 horas. O autor da ação não foi identificado. No entanto, as operadoras estimam que se trate de uma investigação policial. O bloqueio está relacionado a uma possível quebra de sigilo de dados.
Em 17 de dezembro, porém, uma nova decisão judicial, vinda do desembargador Xavier de Souza, considerou que a suspensão do serviço não seria algo razoável por prejudicar milhões de usuários. Com isso o serviço foi restabelecido 12 horas após o bloqueio.
Em 2 de maio de 2016, o aplicativo volta a ser suspenso no país, com base nos artigos 11, 12, 13 e 14 do Marco Civil da Internet, por até 72 horas por uma ordem da justiça. Porém, 1,79 milhão de linhas não chegaram ser bloqueadas e estiveram com o aplicativo disponível.
Em 19 de julho de 2016, às 14 h (UTC-3), o WhatsApp voltou a ser suspenso por decisão da Justiça do Rio de Janeiro, também baseado no Marco Civil da Internet. No mesmo o dia, o Supremo Tribunal Federal suspendeu a decisão do bloqueio, liberando o uso do aplicativo no país. Na decisão, de caráter liminar, Ricardo Lewandowski analisou ação impetrada pelo Partido Popular Socialista (PPS), que recorreu ao Supremo para que fosse suspensa imediatamente a ordem de bloqueio da 2.ª Vara Criminal da Comarca de Duque de Caxias, do Rio de Janeiro.
Em 2015, a dívida do WhatsApp alcançou a marca de 12,7 milhões de reais, dívida que até o início de 2016 ainda não teria sido paga.

### WhatsApp Business
No dia 18 de janeiro de 2018, o WhatsApp lançou o WhatsApp Business, um aplicativo voltado para empresas exclusivamente para aparelhos com Android. A novidade foi lançada em alguns países, incluindo o Brasil, e é gratuita.
Em 4 de abril de 2019, mais de um ano depois do lançamento do WhatsApp Business para Android, foi lançada sua versão para iOS, também gratuito e para diversos países.
Desde o seu lançamento o WhatsApp Business vem sendo utilizado para apoiar pequenos e grandes empresários em vários países. É utilizado ainda como plataforma para a venda de informação.

### From Facebook
Em 2019, após algumas reformulações dentro do Facebook, seus produtos tais como: Instagram, Oculus, Messenger e o próprio WhatsApp, passaram a utilizar um subtítulo "From Facebook", tanto na Play Store (do Google), como na App Store (da Apple).
A mudança também é percebida ao iniciar um dos apps.

## Características

### Especificações técnicas
WhatsApp usa uma versão personalizada do padrão aberto. Após a instalação, ele cria uma conta de usuário usando um número de telefone como o nome de usuário (Jabber ID). Mensagens multimídia são enviadas através do carregamento da imagem, áudio ou vídeo para um servidor HTTP e enviando um link para o conteúdo juntamente com a sua miniatura codificada em Base64 (se aplicável). O WhatsApp também sincroniza com a agenda do telefone, para que os usuários não precisem adicionar contatos em uma agenda separada. Como todos os usuários são registrados com o número do telefone, o software identifica todos os usuários do WhatsApp entre os contatos registrados no telefone. Isto significa que o WhatsApp coleta dados dos contatos de todos os usuários, a fim de fazer tal equiparação conveniente, o que levanta questões óbvias de privacidade.

### Compatibilidade
O WhatsApp é compatível com:
- Android: Android 2.3.x ou superior e apenas para telefone e tablets com chips e superiores
- iOS: iOS 7.0 ou superior e apenas para iPhone 4 ou superiores
- Windows Phone: Windows Phone 8 ou superior e para computadores agora 1.8 e superiores e os melhores[42]
- BlackBerry: BlackBerry OS 4.6 ou superior (até 30 de junho de 2017)[43]
- Computadores MacOS, atualmente também são compatíveis.
- Computadores com sistema Windows também são compatíveis, através de programa ou através do WhatsApp Web via browser.[44]

### Nível de segurança
Em 4 de novembro de 2014, WhatsApp marcou apenas 2 de 7 pontos em termos de segurança, segundo a Electronic Frontier Foundation. Ele perdeu pontos porque as comunicações são vulneráveis a acesso por terceiros, os usuários não podem verificar a identidade dos contatos, mensagens passadas não são seguras, o código não é aberto para revisão independente, o projeto de segurança não está devidamente documentado e outros fatores.
Estudo datado de 2014, feito por entidades especializadas em cibersegurança como o Princeton Center for Information Technology e a Electronic Frontier Foundation, estabeleceu os principais pontos de vulnerabilidade de diversos aplicativos, entre eles o WhatsApp. Tais estudos são atualizados continuamente e estão disponíveis nos sítios das organizações participantes do estudo.
Em novembro de 2014, o aplicativo adotou o sistema 'TextSecure', protocolo de textos seguros que evita que as mensagens enviadas pelos usuários sejam espionadas.
Anunciou em abril de 2016 a utilização de uma "encriptação total", um passo que aumenta a privacidade dos utilizadores, mas que pode surtir conflitos legais.

### Preços
WhatsApp é gratuito para download e pode ser utilizado em todos os tipos de telefone. Para os usuários do iPhone só havia uma cobrança quando o aplicativo fosse baixado. Mas, em dezembro de 2012, como uma oferta limitada dispensou a taxa única para iOS e estava disponível para download diretamente no iTunes, da Apple, gratuitamente.
O único serviço do WhatsApp que atualmente é cobrado é para médias e grandes empresas enviarem mensagens utilizando o WhatsApp Business API.

## Funções

### Ligar
No início do mês de fevereiro do ano de 2015, o WhatsApp começou a ter a tão esperada função "Ligar", que serve para efetuar ligações através de aplicativo.
No dia 20 de junho de 2023, foi lançado uma opção para silenciar chamadas efetuadas por números desconhecidos, e, em 8 de novembro do mesmo ano, lançou uma opção para ocultar o endereço IP do dispositivo durante as ligações.  

### Formatação de texto
Em março de 2016, uma atualização do WhatsApp passou a permitir o envio de textos em diferentes formatações: negrito, itálico, tachado e monoespaçado. Em 21 de fevereiro de 2024, o aplicativo adicionou  quatro novas opções de formatação: lista de itens, lista numerada, citação de bloco e código embutido. 
A formatação de texto no WhatsApp é realizada por meio da inserção de símbolos gráficos específicos antes e/ou depois do conteúdo que se deseja formatar. Para os
formatos de lista de itens, lista numerada e citação de bloco, basta incluir o símbolo apenas antes da expressão.
Atualmente, o WhatsApp suporta oito tipos de formatação de texto:
- Negrito (*Exemplo*)
- Itálico (_Exemplo_)
- Tachado (~Exemplo~)
- Monoespaçado ('''Exemplo''')
- Lista de itens (- Exemplo)
- Lista numerada (1. Exemplo)
- Citação de bloco (> Exemplo)
- Código embutido (`Exemplo`)

### Resposta direcionada
Em 15 de Junho de 2016, o WhatsApp anunciou a inclusão da função "Resposta Direcionada", esta nova função passou a permitir ao usuário escolher e citar mensagens específicas em conversas em grupo, facilitando assim o entendimento sobre a qual mensagem se refere a resposta. A função foi incluída para evitar ou diminuir mal-entendidos e mensagens perdidas durante longas conversas em grupo, onde a mudança de assunto é frequente.

### Videochamadas
Em novembro de 2016, o aplicativo anunciou como nova função as chamadas de vídeo para as plataformas Android, iPhone e Windows Phone. Esta nova função passou a permitir que os usuários do WhatsApp interagissem instantaneamente não somente por áudio, como na função ligar, mas também por vídeo.

### Status
Em fevereiro de 2017, a nova função foi o status, que desde 2009, permitia apenas texto, agora permite postar fotos e vídeos de até 30 segundos, sendo posteriormente prolongado para 1 minuto em junho de 2024, e que somem após 24 horas, algo semelhante ao Instagram stories e o Snapchat. 
No dia 7 de fevereiro de 2023, passou a permitir a gravação de mensagens de voz de até 30 segundos, que foi prolongado para 1 minuto em maio de 2024. 
Em 3 de outubro de 2024, a Meta trouxe 2 novas funções do Instagram para o status do WhatsApp: curtir a postagem com "♥️" e mencionar amigos (só eles saberão que você os mencionou).

### Localização ao vivo
Lançada em outubro de 2017, a opção da localização ao vivo permite que os usuários compartilhem via mensagem a sua localização exata no mapa, que vai sendo atualizada de acordo com que a pessoa se move. A funcionalidade, que utiliza o GPS do aparelho, é compatível com Android e iPhone (iOS). A localização ao vivo aparece como uma mensagem no chat do WhatsApp, e pode ser encaminhada para conversas individuais ou em grupo. Essa opção pode ficar ativa por até 8 horas, e é oferecida em 3 diferentes opções de duração: 15 minutos, 60 minutos e 8 horas.

### WhatsApp Pay
Lançado em 6 de novembro de 2020, é uma nova maneira de transferir dinheiro, que está disponível para todos os usuários do WhatsApp. Na prática, é mais um recurso para as pessoas fazerem transações (transferências ou pagamentos) quando necessário.
No Brasil, segundo país do mundo a contar com esse serviço, são 120 milhões de usuários potenciais – ou cerca de 60% da população brasileira. O primeiro país a ter acesso foi a Índia. O lançamento no Brasil ocorreu em 15 de junho de 2020, mas foi barrado pelo Banco Central logo em seguida, que desenvolvia em paralelo o PIX. A medida foi vista como uma forma de barrar o WhatsApp Pay em favor do PIX, mas o Banco Central negou que seria essa a justificativa.

### Visualização única
Em agosto de 2021, o WhatsApp lançou a função de envio de fotos e vídeos de visualização única, permitindo que o destinatário visualize o conteúdo apenas uma vez. Após ser aberto, a mensagem se autodestroe, não podendo ser acessada novamente. As mídias enviadas nesse formato não são armazenadas na galeria do dispositivo e não podem ser encaminhadas. Além disso, permanecem disponíveis na conversa por até 14 dias; caso não sejam abertas nesse período, expiram e tornam-se indisponíveis. Para utilizar o recurso, o remetente pode selecionar o ícone de um círculo com o número "1", ao lado da legenda, antes de enviar o conteúdo.
Inicialmente, era possível realizar capturas e gravações de tela de mídias enviadas no formato de visualização única. No entanto, em dezembro de 2022, o WhatsApp implementou um bloqueio que impede capturas e gravações de tela. Em dispositivos Android, ao tentar capturar ou gravar, pode surgir uma notificação informando que a ação não é permitida. Em casos onde é possível, o conteúdo da imagem ou gravação geralmente aparece escurecido, impossibilitando sua visualização.
Em 7 de dezembro de 2023, o recurso de visualização única foi implementado para áudios. O remetente, ao tocar no ícone de microfone no canto inferior direito e desliza-lo para cima, pode selecionar o símbolo com o número "1" para enviar o áudio nesse formato. O destinatário não pode encaminhar, salvar, favoritar ou gravar a mensagem de voz. Após a reprodução, o áudio se autodestroe e não pode ser ouvido novamente.

### Pausa e pré-escuta de áudios antes do envio
Em 14 de dezembro de 2021, foi lançada uma funcionalidade que permite aos usuários ouvir o áudio gravado antes de enviá-lo. Além disso, o usuário pode pausar a gravação para retoma-la em outro momento.
Ambas as funções, só estão disponíveis apenas quando o usuário desliza o ícone do microfone para cima, ativando o modo de gravação em "mãos livres".

### Ajuste na velocidade de áudios
Em maio de 2021, uma atualização do WhatsApp permitiu ajustar a velocidade dos áudios recebidos no aplicativo para 1× (padrão), 1,5× e 2×.

### Enquetes
No dia 17 de novembro de 2022, o WhatsApp passou a permitir que os usuários criem enquetes em conversas e grupos, com no mínimo 2 opções e no máximo 10 opções, posteriormente, aumentado para 12 o limite máximo.
Em 4 de maio de 2023, foi adicionado uma opção para os usuários decidirem se os destinatários podem escolher várias opções, simultaneamente, ou apenas uma, em enquetes criadas.

### Eventos
No dia 1° de maio de 2024, o WhatsApp lançou o recurso de eventos para grupos. O usuário pode inserir o nome do evento, a descrição (opcional), escolher a data e o horário de início, e, opcionalmente, a data e o horário de término, a localização e decidir se deseja ou não que o WhatsApp crie um link de ligação na data e horário agendados.
Os demais participantes do grupo poderão responder ao convite, selecionando entre as opções "Vou", "Talvez" e "Não vou", respectivamente.

### Comunidades
No dia 3 de novembro de 2022, o WhatsApp lançou o recurso "Comunidades", que reúne vários grupos em um só lugar. O grupo central, nomeado como "Grupo de avisos" pela multiplataforma, é onde o administrador pode enviar alertas, transmitindo de forma simultânea a todos os participantes dos grupos que fazem parte da comunidade. No Brasil, esse recurso chegou no dia 26 de janeiro de 2023.
Em maio de 2023, uma atualização do WhatsApp permitiu que os participantes consigam mencionar grupos da comunidade, além dos administradores de grupos de avisos, seja para divulga-lo ou apontar algo relacionado a ele.
Em março de 2024, o WhatsApp passou a permitir que os usuários respondam às mensagens enviadas no grupo de avisos.

### Reações em mensagens
Em 5 de maio de 2022, tornou-se possível reagir a mensagens com 6 opções de emojis: 👍🏻 (joinha), ♥️ (coração vermelho), 😂 (rosto com lágrimas de alegria),  😮 (rosto com a boca aberta), 😥 (rosto triste) e 🙏🏻 (mãos juntas). Em julho, do mesmo ano, Mark Zuckerberg, dono da Meta, empresa proprietária do WhatsApp, anunciou que todos os emojis poderiam ser usados para reagir a mensagens.

### Editar mensagens
No dia 22 de maio de 2023, foi lançado a opção de editar mensagens de texto, incluindo legendas de imagens e vídeos, em até 15 minutos, passando o prazo, o usuário não consegue mais ter acesso a essa funcionalidade.

### Mídias em alta qualidade
Em 17 de agosto de 2023, o WhatsApp lançou uma opção para o usuário escolher se deseja que a mídia seja enviada em HD.

### Canais
No dia 13 de setembro de 2023, o WhatsApp lançou o recurso "Canais", semelhante ao do aplicativo rival Telegram, sem limite de participantes, como nos grupos.
O lançamento de canais fez com que a aba "Status" fosse renomeada para "Atualizações", abrigando as atualizações de status e de canais, respectivamente. Na seção "Canais" da aba, o usuário pode encontrar um ícone de lupa para pesquisar canais internacionais, e separados nas categorias em destaque:
- Entretenimento
- Desporto
- Notícias e informação
- Estilo de vida
- Pessoas
- Empresas
- Organizações

Para o usuário ser avisado sempre quando houver uma nova postagem, é necessário "seguir" e tocar no ícone de um sino, localizado no canto superior direito dentro do canal visualizado pela pessoa, indicando se deseja ser notificado.
Inicialmente, apenas empresas selecionadas poderiam criar canais, mas em outubro de 2023, mês seguinte após o lançamento, a opção "Criar canais" foi liberada para todos os usuários, permitindo que qualquer pessoa crie um canal do WhatsApp e divulgue para pessoas próximas ou aleatórias.

### Meta AI
Em setembro de 2023, a Meta lançou o Meta AI, seu próprio chatbot de inteligência artificial para competir com o ChatGPT, integrado nos aplicativos do Facebook e Instagram, além do WhatsApp.
O Meta AI oferece várias funcionalidades, a partir de descrições elaboradas, ele é capaz de formalizar textos, ajudar com atividades escolares, escrever códigos de programação, gerar imagens, planejar eventos, etc.
Em 9 de outubro de 2024, foi expandido em mais países, como o Brasil, que só foi possível após a ANPD aprovar uma adequação proposta pela Meta na atualização da política de privacidade sobre a coleta de dados dos usuários para o treinamento de IA, cabendo a eles decidir se querem que as suas informações sejam usadas para este meio.
O chatbot pode ser acessado de 3 maneiras no WhatsApp: 
1. Tocando no ícone do círculo azul, localizado no canto inferior direito da tela inicial.
2. Inserindo sua descrição na barra de busca, no canto superior da tela inicial, com o círculo azul da IA visível no canto esquerdo da barra.
3. Mencionando "@Meta AI" em conversas.

### Transcrição de áudios
Em 21 de novembro de 2024, o WhatsApp lançou o recurso de transcrever áudios. O usuário pode ativar a funcionalidade acessando o atalho: "Configurações" > "Conversas" > "Transcrição de mensagens de voz".
Para que o áudio seja transformado em texto, é necessário pressionar sobre ele até surgir uma caixa de opções, com a opção "Transcrever" presente, e, em seguida, aguardar alguns segundos para que o texto falado no áudio se torne visível na própria mensagem de voz.